# Beranga
Beranga es la capital del municipio de Hazas de Cesto (Cantabria, España). La localidad está situada a una altitud de 50 metros sobre el nivel del mar y dista 35 kilómetros de Santander. En el año 2009, Beranga contaba con una población de 886 habitantes, (INE), por lo que es el núcleo de población más grande del municipio. La localidad es atravesada por la carretera N-634, la cual va en paralelo a la autovía A-8. Dispone de una estación ferroviaria de vía estrecha que la comunica con Santander y Bilbao.
El nombre de la población procede del latín veranicam y quiere decir ‘lugar de pasto primaveral’. Durante la Edad Moderna se levantaron aquí varias residencias señoriales que pertenecieron a distintos miembros de la familia de los Villa. Se trata de la casa palacio de los Villa, edificada sobre la torre solar de Pedro de Villa y documentada en el año 1540; la casa levantada sobre el solar del mayorazgo de Lucas de Villa; y la casa de Los Corros, del barrio de las Agüeras, que perteneció a María de Villa y está declarada Bien Inventariado desde 2001. En cuanto a la arquitectura religiosa, destaca la iglesia de San Cipriano, construida en el primer tercio del siglo XVII, y la ermita de San Mateo.  